# 황즈슝
황즈슝(중국어 정체자: 黃志雄, 간체자: 黄志雄, 병음: Húang Zhìxióng, 한자음: 황지웅, 1976년 10월 16일~)은 중화민국의 태권도 선수 출신 정치인이다. 그는 2000년 하계 올림픽 58kg급에서 동메달을 2004년 하계 올림픽 68kg급에서 은메달을 획득하였다.
2004년 중화민국 입법위원 선거에 중국국민당 소속으로 출마해 당선되었고, 2008년 중화민국 입법위원 선거에도 출마해 재선되었다, 2012년 중화민국 입법위원 선거에도 출마해 3선되었다, 2016년 중화민국 입법위원 선거에도 출마해 실패되었다.

## 역대 선거 결과
| 선거명               | 직책명   | 선거구               | 대수 | 정당       | 득표율 | 득표수      | 순위 | 당락 |
| -------------------- | -------- | -------------------- | ---- | ---------- | ------ | ----------- | ---- | ---- |
| 2004년 입법위원 선거 | 입법위원 | 비례대표 3번         | 6대  | 중국국민당 | 32.83% | 3,190,081표 | 2위  | 당선 |
| 2008년 입법위원 선거 | 입법위원 | 타이베이현 제5선거구 | 7대  | 중국국민당 | 52.32% | 61,948표    | 1위  | 당선 |
| 2012년 입법위원 선거 | 입법위원 | 신베이시 제5선거구   | 8대  | 중국국민당 | 52.77% | 90,856표    | 1위  | 당선 |
| 2016년 입법위원 선거 | 입법위원 | 신베이시 제5선거구   | 9대  | 중국국민당 | 40.77% | 67,014표    | 2위  | 낙선 |
| 2020년 입법위원 선거 | 입법위원 | 신베이시 제5선거구   | 10대 | 중국국민당 | 41.83% | 77,919표    | 2위  | 낙선 |